# 李龍
李 龍（イ・ヨン、이용、1923年8月4日 - 2009年9月10日）は、大韓民国の軍人、政治家。本来の名前は李集龍（イ・ジムニョン、이집룡）だったが、戦後に李龍に改名した。創氏改名による日本名は大橋集龍。

## 経歴
1923年8月、咸鏡北道鏡城郡に生まれる。1938年、二等兵として間島特設隊に入隊。1942年から1944年まで奉天陸軍訓練学校（第7期）に在校。卒業後は機迫連（機関銃迫撃砲中隊）排長となる。
1948年4月、警備士官学校第5期卒業、任少尉、第6連隊第11中隊長兼陸士第7期士官候補生連隊教育隊長。
1948年7月、陸軍士官学校教官。
1949年6月、第12連隊（連隊長：姜英勲大領）第1大隊副大隊長。甕津半島で多発していた国境紛争に参加。
1949年7月、陸軍歩兵学校戦術学教官。
1950年6月25日、朝鮮戦争が勃発すると混成連隊（連隊長：兪海濬中領）作戦主任将校として臨津江の戦闘に参加。6月29日から始興地区戦闘司令官（金弘壹少将）補佐官として漢江の戦いに参加。
1950年7月から閔キ植部隊作戦参謀として湖南方面の遅滞に参加。
1950年8月、首都師団（師団長：白仁燁大領）作戦参謀（中領）として杞渓・安康の戦いに参加。
1951年3月、首都師団第1機甲連隊長（大領）。東部の高地争奪戦を指導。同年11月から白野戦戦闘司令部（司令官：白善燁少将）による南部軍討伐作戦に参加。1952年7月の首都高地・指形稜線の戦闘に参加。
1952年9月、陸軍本部作戦参謀部作戦課長。
1953年6月、第8師団副師団長。同年7月に勃発した金城の戦いに参加。
1954年7月、アメリカ陸軍歩兵学校高等軍事班卒業。
1954年8月、陸軍本部作戦参謀部企画課長。
1954年9月、第3軍団（軍団長：姜文奉少将）参謀長。
1955年6月1日、准将昇進。同年10月、陸軍士官学校生徒隊長。
1957年3月、陸軍大学卒業。
1957年4月、陸軍教育総本部管理参謀部長。
1957年6月、第1軍作戦参謀。
1958年3月、第12師団長。
1959年7月、第6師団長。
1960年4月、陸軍歩兵学校校長。
1961年6月、陸軍大学院卒業。
1961年7月、陸軍本部作戦参謀部次長。
1961年8月、江原道知事。
1964年1月、陸軍本部企画統制室長。
1965年7月、予備役編入。
1966年4月、無任所長官特別補佐官。
1966年9月、交通部次官。
1970年10月、鉄道庁長。
1973年6月、仁川合金鉄株式会社代表取締役社長。
1976年2月、仁川製鉄株式会社代表取締役社長。
1992年12月、星友会事務総長。

## 叙勲
- 乙支武功勲章
- 忠武武功勲章
- 花郎武功勲章
- 黄条勤政勲章
- 勲八位柱国章[2]

## 参考
- 陸軍士官学校総同窓会 （朝鮮語）
- 김주용 (2008). “만주지역 간도특설대의 설립과 활동”. 한일관계사연구 (한일관계사학회) 31:  169-199.